# احتجاجات جرادة
احتجاجات جرادة هي احتجاجات شعبية شهدتها مدينة جرادة الواقعة في الشمال الشرقي للمملكة المغربية منذ مطلع العام الجديد 2018 وذلك عقب وفاة شقيقين في منجم للفحم في شهر يناير/كانون الثاني 2018 ثم وفاة ثالث في بداية شهر فبراير/شباط من العام ذاته؛ وقد خلف وفاة الشباب الثلاثة استياء كبيرا في صفوف ساكنة المدينة التي تُعاني من التهميش والبطالة وغياب مراكز الشغل؛ وتشتهر مدينة جرادة بكثرة مناجم الفحم لكن وبالرغم من ذلك فالعاملين في هذا المجال يُعانون من سوء الأوضاع وغياب أبسط مقومات الحياة مما دفع بالكثير منهم للخروج للشارع والتنديد بما يحصل من خلال مظاهرات سلمية لكنها سرعان ما تحولت لاحتجاجات واشتباكات مع قوات من أفراد الأمن، هذا وتجدر الإشارة إلى أن هذه الاحتجاجات اندلعت مباشرة بعد الاحتجاجات الشهيرة في منطقة الريف والتي عُرفت باسم حراك الريف.
خلَّفت الاحتجاجات المستمرة منذ نهاية 2017 عشرات الجرحى في صفوف المواطنين جراء اشتباكاتهم المباشرة مع قوات الأمن التي بدورها تعرضت للضرب بالحجارة وإحراق سياراتهم واستهدافهم بالزجاجات الحارقة، وقد شهد يوم الأربعاء الموافق لـ 14 مارس 2018 معركة «شرسة» بين المتظاهرين من جهة وقوات الأمن من جهة ثانية؛ وقد تدخلت هذه الأخيرة بعد بلاغ من وزارة الداخلية يُفيد بأن أي احتجاجات غير مُرَخص لها يجب مواجهتها وقمعها بالقوة إذا ما استدعى الأمر ذلك.

## الخلفية
تشتهر مدينة جرادة بكثرة مناجم الفحم لكن وفي المقابل فهي تعاني من التهميش وارتفاع نسبة البطالة نظرا لغياب مراكز الشغل وانعدام الشركات في تلك المنطقة، وتُؤكد التقارير على أن النسبة العظمى من قاطني المدينة يعملون في المناجم بشكل غير قانوني؛ ويُعانون من غياب أبسط مقومات الحياة حيث يعملون ليل نهار في المناجم وفي ظروف صحية غير ملائمة ويضطرون للنزول تحت الأرض والتنقيب عن الفحم ثم استخراجه لمدة تزيد عن الـ 14 ساعة يوميا مما يتسبب لهم في ضيق في التنفس وأمراض مزمنة أخرى تلاحقهم طوال حياتهم.
ظروف العمل القاسية والتغيرات الجوية التي شهدتها المملكة المغربية مطلع 2018 زاد من صعوبة التنقيب عن الفحم؛ وباعتبار أن العمل في المناجم هو الوسيلة الوحيدة لكسب الرزق في هذا الإقليم كان لزاما على ساكني المنطقة المغامرة بحياتهم من أجل أجر زهيد _حسب العديد العديد من الصحف_ والذي لا يتجاوز عادة الـ 50 درهما (حوالي 5 دولار أمريكي).
تُوفي شقيقين مطلع العام الجديد داخل منجم ضخم للفحم وذلك بعدما داهمهم المطر وهم يحفرون في الداخل مما تسبب في وفاتهم غرقا هناك؛ ويُؤكد شهود عيان على أن سيارات الإسعاف قد استغرقت وقتا طويلا في الوصول لموقع الحادث مما تسبب في الوفاة المبكرة للشقيقين. شكلت هذه الواقعة مصدر غضب لساكني المنطقة فخرجوا بالمئات يجوبون شوارع المدينة مطالبين الدولة بالتحرك العاجل والبحث عن حلول جدرية لهذه المشكلة بدل الاكتفاء بالوعود لكن قوة الاحتجاجات سرعان ما خمدت بعدما تدخلت قوات الأمن وأجبرت المواطنين على العودة لمنازلهم والتأكيد على تحسين ظروف معيشتهم في أقرب وقت ممكن.
لم تكد وتيرة الاحتجاجات تخف حتى اندلعت مجددا وبقوة وذلك في بداية شهر مارس من العام ذاته عقب وفاة شخص ثالث داخل منجم للتنقيب عن الفحم. الحادثة هذه المرة شكلت صدمة لقاطني الإقليم فتحركوا بالآلاف منددين بممارسات الحكومة اللا منطقية وتهميشها المتعمد والمتكرر لمنطقة الشرق والريف، وازدادت الاحتجاجات قوة وشراسة عقب تدخل قوات الأمن وفض التظاهرات بشكل عنيف مما تسبب في جرح العشرات في صفوف المدنين الذين قاموا هم أيضا باستهداف القوات الأمنية وجرح العشرات منهم كما قاموا بحرق أزيد من 5 سيارات تابعة للشرطة.

## الخط الزمني

### ديسمبر/كانون الأول
شهدت مدينة جرادة في 22 ديسمبر/كانون الأول شرارة ما سماه متظاهرون «بالانتفاضة» وذلك عقب وفاة شابين شقيقين وهما نجدوان والحسين الدعيوي (23 و30 عاما) بعد انهيار منجم فحم مهجور في المدينة عليهما بسبب التاسقطات المطرية الكثيفة في ذلك اليوم؛ وما زاد من تعقيد الأمور الوصول المتأخر لسيارات الإسعاف ما خلف موجة من القلق والذعر والغضب في صفوف المواطنين الذين نزلوا الشوارع بالمئات وطالبوا بالعمل على ملفهم ومحاولة تحسين وضعيتهم المعيشية أو على الأقل توفير بديل من خلال خلق مناصب شغل جديدة في المنطقة؛ وقد تميزت الاحتجاجات الصغيرة التي شهدتها جرادة في بادئ الأمر بالمراقبة اللصيقة التي فرضتها قوات الأمن (بطلب من وزارة الداخلية) على المتجمهرين الذين سرعان ما عادوا لمنازلهم بعدما تدخل وزير المعادن ووعد سكان المنطقة بتوفير البديل في أسرع وقت ممكن. وكان مواطني جرادة قد رفضوا دفن «قتيلي» المنجم بسبب إصرار السلطات على دفنهما تحت جنح الظلام دون صلاة الجنازة مما زاد من توتر العلاقة بين المواطنين من جهة وقوات الأمن من جهة ثانية.

### يناير/كانون الثاني
لم تشهد جرادة احتجاجات كبيرة في الشهر الأول من السنة الجديدة 2018 باستثناء بعض التحركات بالعشرات والتي قادها شبان وحقوقيون في المنطقة تعبيرا عن غضبهم مما يحصل في الإقليم ومن التهميش الذين يُصرون على أنه متعمد من قبل حكومة المغرب.

### فبراير/شباط
في شهر فبارير/شباط من العام 2018 عاد المتظاهرون للتجمهر مجددا والتذكير بمطالبهم بعدما تأخرت الإصلاحات التي وعد بها وزير المعادن والحكومة جنبا إلى جنب، وقد تحرك المحتجون منددين بالعزلة التي يُعانون منها خاصة في مثل هذه الفترات والتي تعرف فيها المملكة انخفاضا كبيرا في درجة الحرارة.
الاحتجاجات لم تتوقف بل تسارعت وتضاعفت وتيرتها وقد ساهمت مواقع التواصل الاجتماعي في نشرها وتعريف باقي المغاربة بما يحصل في ذلك الإقليم. الأمر الذي استرعى انتباه عدة جمعيات حقوقية فسارعت لتوثيق ما يحصل.
مظاهرات جرداة في شهر فبراير كانت سلمية في غالب الأحيان؛ إلا أنها تخللتها بعض الاشتباكات المباشرة مع قوات الأمن التي استفزتها الشعارات التي كان يهتف بها بعض المتجمهرين من قبيل: ارحل .. ارحل وجرادة تبقى حرة والمخزن يطلع برا. أما المحتجون فقد صعَّدوا من وتيرة الاحتجاجات بسبب ما سموه «التدخل العنيف» لقوات الأمن وقمع التظاهرات السلمية لأسباب واهية من بينها عدم الحصول على رخصة.

### مارس/آذار
ما إن خفت وثيرة الاحتجاجات حتى عادت مجددا للواجهة وذلك عقب وفاة شاب ثالث في منجم فحم آخر، مما تسبب هذه المرة في خروج الآلاف من المواطنين والاحتشاد من أجل مواصلة المطالبة بحقوقهم في «العيش الكريم»، لكن الاحتجاجات هذه المرة قوبلت بالقمع من قبل الأمن مما تسبب في اندلاع مواجهات مباشرة بين الطرفين، وقد زادت وزارة الداخلية المغربية من تعقيد الأمور عقب نشرها لبلاغ أكدت فيه منع الاحتجاجات ما لم تكن مرخصة من طرف السلطات المعنية بالأمر؛ فيما اعتبر المحتجون هذا البلاغ وصمة عار في جبين الحكومة التي ترفض المظاهرات السلمية. وكانت الاحتجاجات التي شهدتها المنطقة في منتصف شهر مارس/آذار قد خلفت إصابة العشرات في صفوف المواطنين المتظاهرين وقتيل واحد بعدما قامت سيارة تابعة للشرطة بدهسه حسب ما صرح به شهود عيان للعديد من الصحف والمواقع الإلكترونية إلا أن وزارة الداخلية نفت كل هذه المعطيات جملة وتفصيلا مُؤكدة في الوقت ذاته على أن عدد الجرحى في صفوف المواطنين لم يتجاوز الاثنان مقابل 8 جرحى في صفوف قوات الأمن وحرق 5 سيارات تابعة لهم، كما أضافت أن قواتها قامت بإلقاء القبض على تسعة من المتظاهرين الذين حاولوا تنفيذ هجمات ضد القوات التي تهدف لحفظ الأمن والسلام في المنطقة.

## ردود الفعل
- صرحت زهرة هارود، واحدة من قادة الحراك الاجتماعي قائلة: «لن نوقف المظاهرات سوى يوم تلبية مطالبنا بالكامل ... سنذهب إلى النهاية.»
- تدخلت الجمعية المغربية لحقوق الإنسان على الخط وأكدت على أن الاحتجاجات سلمية وتعامل الشرطة لحد الساعة جيد؛ لكنها أعربت عن قلقها من تحول جرادة إلى حسيمة ثانية.
- أكدت وزارة الداخلية أنها تأخد الأمور على محمل الجد وستقوم في القريب العاجل بالاستجابة لمعظم مطالب المحتجين لكنها وفي الوقت ذاته منعت التظاهرات في تلك المنطقة ما لم يكن مرخصا لها.[10]